# Monomorium insulare
Monomorium insulare är en myrart som beskrevs av Clark 1938. Monomorium insulare ingår i släktet Monomorium och familjen myror. Inga underarter finns listade i Catalogue of Life.